# Der herzlose Retter
Der herzlose Retter ist ein US-amerikanischer animierter Kurzfilm von Clyde Geronimi aus dem Jahr 1941.

## Handlung
Es ist Winter, Schnee liegt und Pluto zieht aus dem Bach nahe seinem Haus einen Sack, in dem es miaut. Aus dem Sack erscheint ein Kätzchen und Pluto ist enttäuscht. Er bedeutet dem Tier fernzubleiben und geht ins Haus zu Micky Maus. Das Kätzchen folgt und wird von Micky begeistert empfangen. Pluto fühlt sich zurückgesetzt und bald versuchen Engelchen und Teufelchen in Plutogestalt, den Hund von Vor- und Nachteil des Kätzchens zu überzeugen.
Die Katze darf unterdessen aus Plutos Fressnapf Milch trinken und mit einem Ball spielen. Das Teufelchen gewinnt die Auseinandersetzung und Pluto setzt die Katze vor das Goldfischglas der Mausfamilie. Sofort will die Katze den Goldfisch fangen. Dabei fällt das Glas um und landet auf Plutos Kopf. Micky erscheint und der Goldfisch, von Micky gefragt, wer der Übeltäter gewesen ist, zeigt auf Pluto. Micky wirft Pluto raus.
Das Teufelchen erscheint erneut und ist ratlos. Plötzlich rennt das Kätzchen seinen Ball verfolgend aus dem Haus und landet durch mehrere unglückliche Zufälle unweit des Hauses im Brunnen. Es droht zu ertrinken und schließlich siegt das Engelchen bei Plutos Entscheidung: Er zieht die Katze herauf, landet jedoch selbst im Brunnen. Der durch den Lärm aufgeschreckte Micky sieht zunächst nur die Katze am Brunnen und nimmt sie zu sich – erst dann entdeckt er Pluto im Brunnen, der inzwischen zu einem Eisblock gefroren ist. Langsam wird Pluto im Haus aufgetaut. Als der Hund zu sich kommt, leckt ihn das Kätzchen dankbar ab und Pluto freut sich. Das Engelchen erscheint und resümiert: Wer Tieren hilft, wird immer belohnt.

## Produktion
Der herzlose Retter erschien am 3. Oktober 1941 als Teil der Disney-Trickfilmserie Micky Maus. Es war ein Remake des Micky-Kurztrickfilms Mickey’s Pal Pluto aus dem Jahr 1933.

## Synchronisation
| Rolle      | Originalsprecher |
| ---------- | ---------------- |
| Micky Maus | Walt Disney      |
| Pluto      | Pinto Colvig     |

## Auszeichnungen
Der herzlose Retter gewann 1942 den Oscar in der Kategorie „Bester animierter Kurzfilm“. Es war der einzige Micky-Maus-Trickfilm, der mit einem Oscar ausgezeichnet wurde.